# Ida Does
Ida Does, geboren Chin-A-Loi (Paramaribo), is een in Suriname geboren Nederlandse journalist, schrijver en documentairemaker. Na een loopbaan bij Omroep West (TV West), als verslaggever en eindredacteur begon ze met het maken van onafhankelijke documentaire films. Met haar documentaires heeft ze prijzen gewonnen in Canada, Nederland, Trinidad en Tobago, de Verenigde Staten en Belize.

## Kinderjaren en onderwijs
Ida Chin-A-Loi werd in Paramaribo geboren. Ze verliet Suriname als jong kind om naar school te gaan in Nederland en studeerde aan de Sociale Academie De Horst, aan de Media Academie in Hilversum en het Maurits Binger Film Instituut in Amsterdam. In maart 1982 keerde ze met haar gezin terug naar Suriname en was onderdeel van de critici en activisten rond de groep van Bram Behr en het blad Mokro. In december 1982 verliet ze Suriname, met haar gezin, na de Decembermoorden tijdens het militaire bewind  van Desi Bouterse. Bram Behr was een van de slachtoffers van de Decembermoorden. 
Ida Does was  vanaf haar vroege studententijd betrokken bij organisaties als LVK (Landelijk Vietnam Komitee) Loson en Sawo. In 1988 voerden deze organisaties acties voor eerherstel van Anton de Kom.

## Loopbaan
Ida Does werkte als vormingswerker en docent maatschappijleer. Ze begon haar tweede carrière als journalist en publiceerde artikelen in het Algemeen Dagblad, Vrij Nederland en andere kranten en tijdschriften in Aruba, Nederland en Suriname. Eind jaren tachtig combineerde ze sociaal werk met media en maakte ze een voorlichtingsfilm over de culturele problemen van geïmmigreerde meisjes op de Anne Frank School in Den Haag.  In de jaren negentig was ze hoofdredacteur van het Surinaamse culturele tijdschrift Mutyama en de Arubaanse editie van de krant Amigoe. Ze schreef daarnaast verhalen voor het VPRO-programna De Avonden en werkte bij Omroep West (TV West) als verslaggever en eindredacteur. Ook zat zij in het bestuur van MTNL (Multiculturele TV Nederland) en het Casema Cultuurfonds in Den Haag.
In 2007 maakte ze de stap naar onafhankelijk filmmaker. Veel van haar werk is geïnspireerd door haar interesse in geschiedenis, met name in baanbrekende personen uit de (Nederlands) Caribische geschiedenis, hun nalatenschap en de kwesties die ze behandelden. Kunst, cultuur en sociale rechtvaardigheid zijn in haar werk met elkaar verweven. Haar eerste documentaire Trefossa: Mi a no mi, (Trefossa, I am not I; 2008) over de dichter Trefossa (Henri Frans de Ziel) won een eervolle vermelding op het filmfestival van Trinidad en Tobago in 2009. Het won ook de publieksprijs van het Africa in the Picture Film Festival in Amsterdam in 2010. Haar documentaire Peace, Memories of Anton de Kom over de Surinaamse verzetsstrijder uit de Tweede Wereldoorlog en antikolonialist, won in 2012 de Award voor beste korte film op het filmfestival van Trinidad en Tobago. In 2017 werd ze op het CaribbeanTales International Film Festival in Toronto geselecteerd als de Best Woman of Colour Creator en bekroond met de CineFam Award, terwijl haar film, Amsterdam, Traces of Sugar, de prijs voor Beste documentaire ontving.
Ze weigerde in 2017 haar film Peace, memories of Anton de Kom aan de Surinaamse ambassade in Pretoria ter beschikking te stellen om te vertonen op een filmfestival. Zij kon het harde politieoptreden in Suriname niet verenigen met haar boodschap van Anton de Kom in de film.
In 2021 werden twee van haar films internationaal bekroond: de documentaire Nieuw Licht-het Rijksmuseum en de slavernij viel in de prijzen tijdens het Imagine This Women’s International Film Festival in Brooklyn en won de Award voor Beste Feature Documentaire op het Belize International Film Festival 2021. Drie Vrouwen, over slavernij en vrijheid werd bekroond tijdens het Independent Women Film Awards Festival in Los Angeles.
In oktober 2023 won zij de Lifetime Achievement Award tijdens het Black Achievement Awards Gala in het DeLaMar-theater in Amsterdam. De prijs werd uitgereikt door Gunay Uslu, de staatssecretaris voor Cultuur & Media.

## Werk
- 2008 Trefossa: Mi a no mi
- 2010 Portretten van vier vrouwelijke kunstenaars van Aruba
- 2011  Vandaag schijnt de zon, met Gerda Havertong
- 2012 Laga Bai
- 2012 Peace: Memories of Anton de Kom
- 2013 Poëzie is een eiland: Derek Walcott
- 2014 Sporen van Smaragd, Indisch erfgoed in Den Haag
- 2017 Amsterdam, Traces of Sugar
- 2018 Drie Vrouwen, over slavernij en vrijheid
- 2019 Dromen van Curaçao (TV serie)
- 2021 Nieuw Licht: Het Rijksmuseum en de slavernij
- 2023 Everyday Dignity - Philomena Essed
- 2024 Ik omhels je onafgebroken - Judith de Kom

## Persoonlijk
Ida Does is sinds 1975 getrouwd met Henry Does, een Surinaamse arts en publicist die werkt onder de naam Theo Para. Samen hebben ze drie kinderen, twee zonen en een dochter.